# Diana Allen
Pour les articles homonymes, voir Allen.
Diana Allen née en 1899 à Gotland, en Suède, et morte le 12 juin 1949 à  Mount Pleasant, est une actrice américano-suédoise. Elle a fait partie des Ziegfeld girl.

## Biographie
Diana Allen est arrivée aux États-Unis à l'âge de 5 ans. Alors qu'elle est lycéenne à New Haven, dans le Connecticut, elle a commencé à se produire avec Eddie Wittstein. Ses débuts sur scène sont dans un numéro de vaudeville appelé "Girls 'Gamble" avec Ned Wayburn. Elle apparait plus tard dans Miss 1917, les Ziegfeld girl (1917-18) et dans Midnight Frolic.
Allen a joué dans un certain nombre de courts métrages muets et de longs métrages entre 1918 et 1925. Son premier role dans un long métrage est dans L'Éternelle Tentatrice en 1918. 
Allen épouse Samuel P. Booth en 1924. Booth était président de l'Interborough News Company et est auparavant chargé de la diffusion de journaux comme le Chicago Journal, le New York Journal-American et le New York Globe (en). Il avait 30 ans de plus qu'Allen. Ils n'ont pas eu d'enfants.

## Filmographie
- 1915 : L'Éternelle Tentatrice
- 1920 : Even as Eve
- 1920 : Voices
- 1920 : Man and Woman
- 1920 : Heliotrope
- 1920 : The Face at Your Window
- 1921 : The Kentuckians
- 1921 : The Conquest of Canaan
- 1921 : Miss 139
- 1921 : The Way of a Maid
- 1921 : Get-Rich-Quick Wallingford
- 1922 : Beyond the Rainbow
- 1922 : Divorce Coupons
- 1922 : Man Wanted
- 1922 : The Beauty Shop
- 1923 : Salome
- 1923 : The Exciters
- 1924 : Roulette (en)